# Xã Clontarf, Quận Swift, Minnesota
Xã Clontarf (tiếng Anh: Clontarf Township) là một xã thuộc quận Swift, tiểu bang Minnesota, Hoa Kỳ. Năm 2010, dân số của xã này là 86 người.